# عفاف الهدهد
عفاف الهدهد (مواليد 1 أكتوبر 1996) هي لاعبة رماية مصرية مسدس 10 متر و25 متر  ولاعبة في نادي الجيش وطالبة في كلية الإعلام بالجامعة الأمريكية.

## بدايتها مع الرماية
بدأت علاقتها باللعبة عندما كانت في الرابعة عشر من عمرها، في البداية كانت تمارس لعبة الخماسي الحديث وممارسة هذه اللعبة تبدأ مبكراً من سن صغير وبعد سنة أو سنتين يتم إضافة لعبة أخرى فبدأت التدريب في نادي الرماية مبكراً حتى تكون جاهزة عندما تبدأ ممارستها في الخماسي الحديث ومن هنا أحببت الرماية وسلاح الفروسية وابتعدت عن الخماسي الحديث.

## بدايتها مع المنتخب الوطني
بدأت مع المنتخب المصري عندما كانت في السادسة عشر من عمرها، وانضمت إلى منتخب الرماية قبل البطولة الأفريقية.

## إنجازاتها
أول مشاركة للاعبة المصرية في الأولمبياد في دورة الألعاب الأولمبية الصيفية للشباب التي أقيمت في الصين عام 2014 واحتلت فيها المركز الخامس، كما حققت ميداليتين ذهبيتين في البطولة العربية وحصدت 3 ميداليات ذهبية في البطولة الأفريقية 2014 والمركز الثالث في بطولة العالم بألمانيا والمركز الخامس في أولمبياد الشباب بالصين 2015 وحققت ميداليتين ذهبيتين في بطولة الجائزة الكبرى بفرنسا.

## تأهلها إلى ريو 2016
تأهلت عفاف الهدهد إلى أولمبياد «ريو دي جانيرو» بعد تحقيق الميدالية الذهبية في منافسات مسابقة مسدس ضغط الهواء 10 أمتار، وذلك في منافسات البطولة الأفريقية للرماية الثانية عشر التي أقيمت في ميادين نادى الصيد بالقاهرة، وحققت اللاعبة الرقم القياسي الجديد على مستوى القارة الأفريقية بإجمالي 381 نقطة من أصل 400 نقطة.

## مشوارها في ريو 2016
ودعت المصرية عفاف الهدهد لاعبة منتخب الرماية منافسات 25 متر رصاص من الدور النهائى بدورة الألعاب الأولمبية بريو دى جانيرو، وجاءت الهدهد في المركز الـ26 بمجموع 573 نقطة لتودع الأولمبياد.وكانت قد تأهلت إلى الدور النهائى لمنافسات 25 متر رصاص محققة المركز الثالث بمجموع 293 نقطة، وكانت احتلت المركز الخامس في منافسات مسدس ضغط هواء 10م لأول مرة في تاريخ الرماية المصرية وفي إنجاز تاريخي للاعبة.

## ألعاب البحر الأبيض المتوسط 2018
شارك عفاف في منافسات الرماية في دورة ألعاب البحر الأبيض المتوسط 2018 في طراغونة بأسبانيا، وحققت الميدالية البرونزية في فئة مسدس ضغط هواء 10م. حلّت عفاف في المركز الخامس من بين سبع عشرة لاعبة في التصفيات بتحقيقها لـ561 نقطة تأهلت من خلالها للنهائي. وفي النهائي حققت 214.6 نقطة لتحل في المركز الثالث وتحرز بذلك الميدالية البرونزية.

## روابط خارجية
- عفاف الهدهد على موقع الاتحاد الدولي (الإنجليزية)
- عفاف الهدهد على موقع أوليمبيديا (الإنجليزية)